# Тодор Грудов
Тодор Димитров Грудов е деец на БКП. Кмет е на село Кара бунар (1922), после революционер и съветски офицер.

## Биография
Роден е в село Кара бунар (дн. град Средец) на 25 ноември 1896 г. Според други данни е роден в с. Русокастро, Бургаско.
Работи като железничар. Става член на БРСДП (т.с.) от 1912 г. Мобилизиран е и участва в Първата световна война.
Избран е за кмет на Карабунарската комуна (1922), която е разтурена след Деветоюнския преврат през 1923 година.
Участва в Септемврийското въстание (1923). През май 1924 г. организира революционна чета в Бургаско, която е разбита.
Емигрира в Югославия и после в СССР (1925). Работи в апарата на Международната организация за подпомагане на революционерите (МОПР).
Завършва военнополитическата академия в Ленинград. Служи в 152-ри стрелкови полк в Тираспол, Корпусния учебен център в Днепропетровск и 75-ти стрелкови полк в Кременчуг.
Родното му село Кара бунар (Средец от 1934 г., град от 1960 г.) е преименувано в негова чест на Грудово от 1 юни 1950 година и носи името му до 1993 г.